# Cesare Calense
Cesare Calense (actif v. 1590) est un peintre italien  de l'école napolitaine, actif à Naples à la fin du XVIe siècle.

## Biographie
Cesare Calense est natif de la province de Lecce en Italie.

## Œuvres
- Déposition de la Croix, église Saint-Jean-Baptiste, Naples.
- Le Baptême du Christ avec saint François d'Assise,

## Sources
- (en) Cet article est partiellement ou en totalité issu de l’article de Wikipédia en anglais intitulé « Cesare Calense » (voir la liste des auteurs).